# عضل موريتانيا
عضل موريتاني (الاسم العلمي: Gerbillus mauritaniae) (بالإنجليزية: Mauritanian Gerbil)‏ هو نوع من الحيوانات يتبع جنس العضل من الفصيلة الفأرية. بعض الهيئات تصنفه في جنس مستقل، Monodia، يتوزع بصورة رئيسة في شمال موريتانيا.